# Oxyethira peruviana
Oxyethira peruviana är en nattsländeart som beskrevs av Harris och Davenport 1999. Oxyethira peruviana ingår i släktet Oxyethira och familjen smånattsländor. Inga underarter finns listade i Catalogue of Life.